# Рдзавка (Малопольське воєводство)
Рдзавка (пол. Rdzawka) — село в Польщі, у гміні Рабка-Здруй Новотарзького повіту Малопольського воєводства. Розташоване на річці Рдзавці. Населення — 1481 особа (2011).
У 1975—1998 роках село належало до Новосондецького воєводства.

## Демографія
Демографічна структура станом на 31 березня 2011 року:
|          | Загалом | Допрацездатний вік | Працездатний вік | Постпрацездатний вік |
| -------- | ------- | ------------------ | ---------------- | -------------------- |
| Чоловіки | 776     | 190                | 517              | 69                   |
| Жінки    | 705     | 166                | 425              | 114                  |
| Разом    | 1481    | 356                | 942              | 183                  |

## Люди
В селі народився Глязнер Яків Соломонович (1879—1942) — польський художник.